# CloverWorks
CloverWorks Inc. (Nhật: 株式会社CloverWorks Hepburn: Kabushiki-gaisha KurōbāWākusu), tiền thân là Koenji Studio, là một xưởng phim hoạt hình Nhật Bản được thành lập vào năm 2018 dưới hình thức là một công ty con của Aniplex. Công ty có trụ sở chính đặt tại Suginami, Tokyo.

## Lịch sử
Vào ngày 1 tháng 4 năm 2018, A-1 Pictures thông báo xưởng phim Kōenji Studio của họ sẽ trở thành một thương biệu riêng biệt và được đổi tên thành CloverWorks.
Vào ngày 1 tháng 10 năm 2018, CloverWorks tách rời khỏi A-1 Pictures và trở nên độc lập, nhưng vẫn là một công ty con thuộc Aniplex; nhà sản xuất Shimizu Akira được bổ nhiệm làm chủ tịch cho công ty.
Vào ngày 30 tháng 5 năm 2022, CloverWorks thông báo thành lập một công ty có tên JOEN qua sự hợp tác giữa Aniplex, Wit Studio và Shueisha. Công ty này sẽ tập trung vào lên kế hoạch và sản xuất anime cũng như clip ngắn.

## Tác phẩm

### Anime truyền hình
| Năm  | Tên                                                                                      | Ngày phát sóng | Ngày phát sóng   | Đạo diễn            | Số tập | Ghi chú                                                                                |
| Năm  | Tên                                                                                      | Bắt đầu        | Kết thúc         | Đạo diễn            | Số tập | Ghi chú                                                                                |
| ---- | ---------------------------------------------------------------------------------------- | -------------- | ---------------- | ------------------- | ------ | -------------------------------------------------------------------------------------- |
| 2018 | Slow Start                                                                               | 7 tháng 1      | 25 tháng 3       | Hashimoto Hiroyuki  | 12     | Dựa trên bộ manga 4 khung tranh của Tokumi Yuiko.                                      |
| 2018 | Darling in the Franxx                                                                    | 13 tháng 1     | 7 tháng 7        | Nishigori Atsushi   | 24     | Tác phẩm gốc; hợp tác sản xuất với Trigger và A-1 Pictures.                            |
| 2018 | Persona 5 the Animation                                                                  | 8 tháng 4      | 30 tháng 9       | Ishihama Masashi    | 26     | Dựa trên trò chơi điện tử Persona 5 của Atlus.                                         |
| 2018 | Seishun Buta Yarō wa Bunny Girl Senpai no Yume wo Minai                                  | 4 tháng 10     | 27 tháng 12      | Masui Sōichi        | 13     | Dựa trên bộ light novel do Kamoshida Hajime viết và Kēji Mizoguchi vẽ tranh minh họa.  |
| 2018 | Dakaretai otoko 1-i ni odosarete imasu                                                   | 5 tháng 10     | 28 tháng 12      | Tatsuwa Naoyuki     | 13     | Chuyển thể từ bộ manga yaoi của Sakurabi Hashigo.                                      |
| 2018 | Gyakuten Saiban: Sono "Shinjitsu", Igi Ari! Season 2                                     | 6 tháng 10     | 30 tháng 3, 2019 | Watanabe Ayumu      | 23     | Phần tiếp theo của Gyakuten Saiban; dựa trên trò chơi điện tử cùng tên của Capcom.     |
| 2018 | Fairy Tail: Final Season                                                                 | 7 tháng 10     | 29 tháng 9, 2019 | Ishihara Shinji     | 51     | Mùa cuối cùng của Fairy Tail; hợp tác sản xuất với A-1 Pictures và Bridge.             |
| 2019 | Miền đất hứa                                                                             | 11 tháng 1     | 29 tháng 3       | Kanbe Mamoru        | 12     | Chuyển thể từ bộ manga của Shirai Kaiu.                                                |
| 2019 | Fate/Grand Order: Zettai Majuu Sensen Babylonia                                          | 5 tháng 10     | 21 tháng 3, 2020 | Akai Toshifumi      | 21     | Dựa trên trò chơi mobile Fate/Grand Order của Delightworks.                            |
| 2020 | Norimono Man Mobile Land no Car-kun                                                      | 2 tháng 4      |                  | Sasaki Shinobu      |        | Tác phẩm gốc; thuộc một dự án do Aniplex và Sony Music Entertainment Japan phát triển. |
| 2020 | Fugō Keiji Balance: Unlimited                                                            | 9 tháng 4      | 24 tháng 9       | Itō Tomohiko        | 11     | Dựa trên cuốn tiểu thuyết cùng tên của Tsutsui Yasutaka xuất bản vào năm 1978.         |
| 2021 | Miền đất hứa S2                                                                          | 8 tháng 1      | 26 tháng 3       | Kanbe Mamoru        | 11     | Phần tiếp theo của Miền đất hứa.                                                       |
| 2021 | Horimiya                                                                                 | 10 tháng 1     | 4 tháng 4        | Ishihama Masashi    | 13     | Chuyển thể từ bộ manga của HERO.                                                       |
| 2021 | Wonder Egg Priority                                                                      | 13 tháng 1     | 30 tháng 6       | Wakabayashi Shin    | 12     | Tác phẩm gốc.                                                                          |
| 2021 | Shadows House                                                                            | 11 tháng 4     | 4 tháng 7        | Ohashi Kazuki       | 13     | Chuyển thể từ bộ manga của so-ma-to.                                                   |
| 2022 | Tokyo 24-ku                                                                              | 6 tháng 1      | 7 tháng 4        | Tsuda Naokatsu      | 12     | Tác phẩm gốc.                                                                          |
| 2022 | Akebi-chan no Sailor-fuku                                                                | 9 tháng 1      | 27 tháng 3       | Kuroki Miyuki       | 12     | Chuyển thể từ bộ manga của Hiro.                                                       |
| 2022 | Sono Bisque Doll wa Koi o suru                                                           | 9 tháng 1      | 27 tháng 3       | Shinohara Keisuke   | 12     | Chuyển thể từ manga của Fukuda Shinichi.                                               |
| 2022 | Spy × Family                                                                             | 9 tháng 4      | 24 tháng 12      | Furuhashi Kazuhiro  | 25     | Chuyển thể từ manga của Endō Tatsuya; đồng sản xuất với Wit Studio.                    |
| 2022 | Kunoichi Tsubaki no Mune no Uchi                                                         | 10 tháng 4     | 3 tháng 7        | Kadochi Takuhiro    | 13     | Chuyển thể từ manga của Yamamoto Sōichirō.                                             |
| 2022 | Shadows House 2nd Season                                                                 | 9 tháng 7      | 24 tháng 9       | Ohashi Kazuki       | 12     | Phần tiếp theo của Shadow House.                                                       |
| 2022 | Bocchi the Rock!                                                                         | 9 tháng 10     | 25 tháng 12      | Saitō Keiichirō     | 12     | Chuyển thể từ manga bốn khung tranh của Hamaji Aki.                                    |
| 2023 | UniteUp!                                                                                 | 7 tháng 1      | 15 tháng 4       | Ushijima Shinichiro | 12     | Thuộc một phần trong dự án thần tượng cùng tên của Sony Music Entertainment Japan.     |
| 2023 | Horimiya: piece                                                                          | 1 tháng 7      | 23 tháng 9       | Ishihama Masashi    | 13     | Có liên quan đến anime Horimiya.                                                       |
| 2023 | Spy × Family (mùa 2)                                                                     | 7 tháng 10     | 23 tháng 12      | Furuhashi Kazuhiro  | 12     | Phần tiếp theo của Spy × Family, hợp tác sản xuất với Wit Studio.                      |
| 2024 | Wind Breaker                                                                             | 5 tháng 4      | 28 tháng 6       | Akai Toshifumi      | 12     | Chuyển thể từ manga của Nii Satoru.                                                    |
| 2024 | Kuroshitsuji: Kishuku Gakkō-hen                                                          | 13 tháng 4     | 22 tháng 6       | Okada Kenjirō       | 11     | Chuyển thể từ manga Kuroshitsuji của Yana Toboso.                                      |
| 2024 | Nigejōzu no Wakagimi                                                                     | 6 tháng 7      | 28 tháng 9       | Yamazaki Yuta       | 12     | Chuyển thể từ manga của Matsui Yusei.                                                  |
| 2025 | Guild no Uketsuke Jō Desu ga, Zangyō wa Iyananode Boss o Solo Tōbatsu Shiyou to Omoimasu | 11 tháng 1     | 29 tháng 3       | Nagasawa Tsuyoshi   | 12     | Dựa theo light novel do Kousaka Mato viết Gaou và minh họa.                            |
| 2025 | UniteUp!: Uni:Birth                                                                      | 11 tháng 1     | 5 tháng 4        | Ushijima Shinichiro | 12     | Phần tiếp theo của UniteUp!.                                                           |
| 2025 | Wind Breaker (mùa 2)                                                                     | 4 tháng 4      | 20 tháng 6       | Akai Toshifumi      | 12     | Phần tiếp theo của Wind Breaker.                                                       |
| 2025 | Hoa thơm kiêu hãnh                                                                       | 5 tháng 7      |                  | Kuroki Miyuki       |        | Chuyển thể từ manga của Mikami Saka.                                                   |

### Phim điện ảnh
| Tên                                                               | Đạo diễn                           | Ngày khởi chiếu   | Ghi chú                                                                                       |
| ----------------------------------------------------------------- | ---------------------------------- | ----------------- | --------------------------------------------------------------------------------------------- |
| Seishun Buta Yarō wa Yumemiru Shōjo no Yume o Minai               | Masui Sōichi                       | 15 tháng 6, 2019  | Phần tiếp theo của anime truyền hình Seishun Buta Yarou wa Bunny Girl Senpai no Yume o Minai. |
| Bầu trời xanh của em                                              | Nagai Tatsuyuki                    | 11 tháng 10, 2019 | Tác phẩm gốc.                                                                                 |
| Saenai Heroine no Sodatekata Finale                               | Kamei Kanta (tổng) Shibata Akihisa | 26 tháng 10, 2019 | Phần tiếp theo của Saenai Heroine no Sodatekata ♭.                                            |
| Fate/Grand Order: Shuukyoku Tokuiten - Kani Jikan Shinden Solomon | Akai Toshifumi                     | 30 tháng 7, 2021  | Phần tiếp theo của Fate/Grand Order: Zettai Majuu Sensen Babylonia.                           |
| Dakaretai otoko 1-i ni odosarete imasu. Spain-hen                 | Tatsuwa Naoyuki                    | 9 tháng 10, 2021  | Phần tiếp theo của Dakaretai otoko 1-i ni odosarete imasu.                                    |
| Seishun Buta Yarō wa Odekake Sister no Yume o Minai               | Masui Sōichi                       | 23 tháng 6, 2023  | Phần tiếp theo của phim Seishun Buta Yarō wa Yumemiru Shōjo no Yume wo Minai.                 |
| Spy × Family Code: White                                          | Katagiri Takashi                   | 22 tháng 12, 2023 | Chuyển thể từ manga Spy × Family của Endō Tatsuya; đồng sản xuất với Wit Studio.              |
| Seishun Buta Yarō wa Ransel Girl no Yume o Minai                  | Masui Sōichi                       | 1 tháng 12, 2023  | Phần tiếp theo của phim Seishun Buta Yarō wa Odekake Sister no Yume o Minai.                  |
| trapezium                                                         | Shinohara Masahiro                 | 10 tháng 5, 2024  | Chuyển thể từ tiểu thuyết của Takayama Kazumi.                                                |
| Fureru.                                                           | Nagai                              | 4 tháng 10, 2024  | Phim nguyên tác.                                                                              |
| Grotesqqque                                                       | Nishigori Atsushi                  | 2026              | Phim nguyên tác.                                                                              |

### OVA/ONA
| Tên                                                | Ngày phát hành                 | Số tập | Ghi chú                                                                      |
| -------------------------------------------------- | ------------------------------ | ------ | ---------------------------------------------------------------------------- |
| Ano hi no kanojo-tachi                             | 28 tháng 3 – 12 tháng 11, 2018 | 8      | Tập ONA xoay quanh cuộc sống thường ngày của các nhân vật 22/7.              |
| Persona 5 the Animation: Proof of Justice          | 29 tháng 5, 2019               | 1      | Tập OVA đính kèm với bộ đĩa Blu-ray thứ 11 của Persona 5 the Animation.      |
| Persona 5 the Animation: A Magical Valentine's Day | 26 tháng 6, 2019               | 1      | Tập OVA đính kèm với bộ đĩa Blu-ray thứ 12 của Persona 5 the Animation.      |
| Sakura Kakumei: Hanasaku Otome-tachi               | 2 tháng 9, 2020                | 1      | Tập ONA quảng bá cho tựa game mobile cùng tên.                               |
| Powerful Pro Yakyū: Powerful Kōkō-hen              | 20 tháng 3 – 3 tháng 4, 2021   | 4      | Tập ONA trên tựa game mobile Jikkyō Powerful Pro Yakyū do Konami phát triển. |

### Video âm nhạc
| Tên                             | Ngày phát hành    | Đạo diễn          | Ghi chú                                                                           |
| ------------------------------- | ----------------- | ----------------- | --------------------------------------------------------------------------------- |
| For Kimi ni Okuru Uta           | 9 tháng 4, 2019   | uki / maxilla     | Sản xuất cho bài hát cùng tên của The Sxplay.                                     |
| Cinderella                      | 3 tháng 9, 2019   | Ukiashi           | Đồng sản xuất với maxilla, dựa trên bài hát cùng tên của ban nhạc ACE COLLECTION. |
| Tokyo Autumn Session            | 24 tháng 1, 2020  | Kakuchi Takudai   | Sản xuất bài hát cùng tên của HoneyWorks.                                         |
| Yakusoku                        | 23 tháng 10, 2020 | Yamamoto Ken      | Sản xuất cho bài hát cùng tên của Eve.                                            |
| Sangenshoku                     | 3 tháng 7, 2021   | Ishihama Masashi  | Sản xuất cho bài hát cùng tên của YOASOBI.                                        |
| VOY@GER                         | 25 tháng 8, 2021  | Nishigori Atsushi | Đoạn phim ngắn sản xuất cho thương hiệu The Idolmaster, đồng sản xuất với Khara.  |
| Kumorizora no Mukō ha Hareteiru | 26 tháng 7, 2022  | Yamazaki Yuta     | Sản xuất cho đĩa đơn cùng tên của nhóm 22/7.                                      |
| 1000-man Kai Hug Nanda          | 21 tháng 12, 2022 | Takeshita Ryohei  | Sản xuất cho bài hát cùng tên của nhóm DIALOGUE＋.                                |
| Shirayuki                       | 23 tháng 12, 2022 | Fujita Haruka     | Sản xuất cho bài hát cùng tên của Eve.                                            |